# Wólka Biska
Wólka Biska – wieś w Polsce położona w województwie lubelskim, w powiecie biłgorajskim, w gminie Biszcza. Leży na Płaskowyżu Tarnogrodzkim, u ujścia Łazownej do Tanwi.
W latach 1975–1998 miejscowość administracyjnie należała do województwa zamojskiego. 
Wieś jest sołectwem w gminie Biszcza. Według Narodowego Spisu Powszechnego z roku 2011 wieś liczyła 133 mieszkańców/> i była czwartą co do wielkości miejscowością gminy.
Wierni Kościoła rzymskokatolickiego należą do parafii Najświętszego Serca Pana Jezusa w Biszczy.

## Historia
Biszcza i Biska Wólka, opisane w wieku XIX wspólnie jako wsie w powiecie biłgorajskim, gminie Biszcza, parafii Tarnogród. Jest to jak opisuje Słownik duża wieś, ciągnąca się na milę przeszło w bezleśnej okolicy, na wyniosłości 646 m.n.p nad  morza. Posiada urząd gminny i cerkiew dla ludności rusińskiej. Należy do ordynacji Zamojskich. W 1827 r. było tu 238 domów i 2222 mieszkańców. W roku 1883 Biszcza posiadała 236 a Biska Wólka 36 domów była też wspólna dla wsi szkoła 1. klasowa

## Szlaki turystyczne
rowerowy Szlak im. Józefa Złotkiewicza